# 厄尔豪洛姆
厄尔豪洛姆，是匈牙利诺格拉德州所辖的一个村。总面积17.46平方公里，总人口1071，人口密度61.3人/平方公里（2011年1月1日）。